# Playa Hermosa (Tumbes)
Playa Hermosa es una localidad peruana ubicada en el distrito de Corrales, perteneciente a la provincia y el departamento de Tumbes, al norte del Perú. 

## Ubicación
Playa Hermosa se ubica al norte de la provincia de Tumbes, en el distrito de Corrales, en el departamento de Tumbes.

## Demografía
En 2017 Playa Hermosa tenía una población de 3 habitantes.
| Gráfica de evolución demográfica de Playa Hermosa entre 1993 y 2017 |
|                                                                     |
| Fuentes: Población 1993 y 2017                                      |